# Chaunax

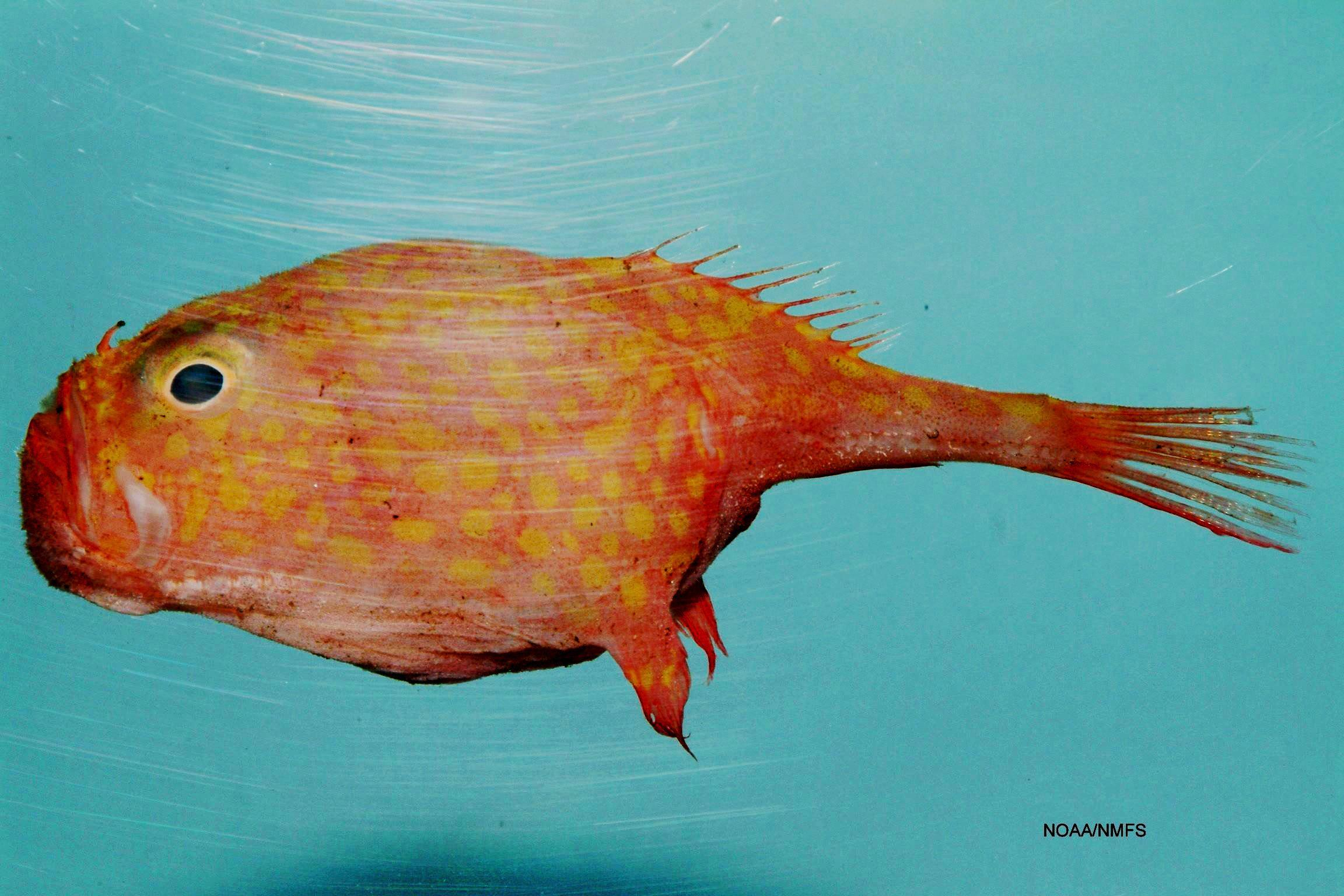
Chaunax suttkusi

Chaunax è un genere di pesci ossei marini appartenenti alla famiglia Chaunacidae.

## Distribuzione e habitat
Le specie del genere sono diffuse in tutti gli oceani, soprattutto nelle zone tropicali e subtropicali. Nel mar Mediterraneo (Sardegna) sono stati catturati due esemplari della specie Chaunax suttkusi.

## Specie
- Chaunax abei
- Chaunax africanus
- Chaunax apus
- Chaunax breviradius
- Chaunax endeavouri
- Chaunax fimbriatus
- Chaunax flammeus
- Chaunax flavomaculatus
- Chaunax latipunctatus
- Chaunax mulleus
- Chaunax nebulosus
- Chaunax nudiventer
- Chaunax penicillatus
- Chaunax pictus
- Chaunax reticulatus
- Chaunax russatus
- Chaunax stigmaeus
- Chaunax suttkusi
- Chaunax umbrinus[2]